# 氷川神社 (八王子市)
氷川神社 （ひかわじんじゃ）は、東京都八王子市高尾町にある神社。高尾山麓氷川神社（たかおさんろく ひかわじんじゃ）とも称される。

## 概要
氷川神社は、応永年間（1394年～1427年）に片倉城主大江備中守師親が、武蔵一ノ宮氷川神社の祭神を勧請したのが始まりとされている。古くは下椚田村大牧（椚田町）にあったと伝えられ、寛文2年（1662年）に再建造営され高尾の鎮守となる。祭神である素盞鳴尊は、生贄にされそうになった奇稲田姫命を、櫛に変えて髪に挿し、ヤマタノオロチを退治、後にお妃に迎えた。縁結び、五穀豊穣、開運、登山安全、厄除けのご神徳があると伝えられている。例祭に奉納する獅子舞の神事は、1872年（明治5年）狭間の氏子が奉仕したが、現在は原の氏子が奉仕している(昭和35年指定市無形民俗文化財)。

## 祭神
- 素盞鳴尊（すさのおのみこと）

## 歴史
- 応永年間（1394年～1427年） - 片倉城主大江備中守師親が武蔵一ノ宮氷川神社の祭神を勧請
- 寛文2年（1662年） - 再建造営され高尾の鎮守となる
- 昭和27年（1952年） - 現社殿が新築される
- 昭和35年（1960年） - 獅子舞が市の無形民俗文化財の指定となる
- 昭和40年（1965年） - 御神木が台風により倒れる
- 昭和41年（1966年） - 大鳥居が案内川の氷川橋脇に建造される
- 平成13年（2001年）7月 - 大鳥居が強度劣化により撤去される
- 平成17年（2005年）8月 - 大鳥居が再建される[1]

## 境内
- 三の鳥居
- 拝殿
- 神殿
- 社務所
- 神輿庫

## 文化財

### 八王子市指定無形民俗文化財
氷川神社の獅子舞 - 昭和35年10月28日指定
氷川神社の獅子舞は、原町内会の古文書によると、明治2年（1869年）から浅川地区の鎮守となり、それ以来、同神社の祭礼に五穀豊穣・天下泰平を祈願して舞い続けていた。明治4年（1871年）の行政区画の変更により、東浅川地区となったことから、それまでの「狭間獅子舞」から分派・継承し、新たに獅子舞を舞うようになった。八王子市東浅川町の原町内会で保存しており、高尾山薬王院の春の例大祭にも毎年参加している。
獅子舞は牡獅子2頭、牝獅子1頭の3頭の獅子を中心に、金棒2名、棒使い4名、法螺貝1名、軍配1名、幣負い1名、ささら6名、笛5名、俚謡（さとうた 歌うたい）5名、万燈数名の総勢53人以上からなっている。 舞の流れは、法螺貝の響きによって獅子舞の出発用意となり、「通り笛」の音と共に行進が始まる。 演舞場所で笛は「入り破」となり、牡獅子、牝獅子が左右に入れ替わり舞い、しばらくして「岡崎の調べ」となり円陣を張る。いよいよ牡獅子隠しに入り、2頭の牡獅子による牝獅子の奪い合いとなる。そして、歌にもあるように、最後は「愛染明王（愛をつかさどる神）」により3頭は和解し、元のように仲良しに戻り、獅子たちが肩を並べて去っていく。
獅子または龍と呼ばれる面をかぶり、3人一組で舞う3匹獅子舞は、現在、八王子では8ケ所で伝えられている。その中のひとつ、氷川神社の獅子舞は、8月の第3土曜日には東浅川町の熊野神社で奉納され、翌日曜日には氷川神社で奉納される。氷川神社の獅子舞は昭和35年（1960年）に、市内の他の獅子舞とともに八王子市の無形民俗文化財に指定されている。

## 交通
- 京王線 - 高尾山口駅より徒歩約3分

## ギャラリー
- 一の鳥居（2017年11月撮影）
- 三の鳥居（2017年11月撮影）
- 参道（2017年11月撮影）
- 参道の石段（2017年11月撮影）
- 拝殿の南面（2017年11月撮影）
- 拝殿の正面（2017年11月撮影）